# Iltifatganj Bazar
Iltifatganj Bazar is een nagar panchayat (plaats) in het district Ambedkar Nagar van de Indiase staat Uttar Pradesh. 

## Demografie
Volgens de Indiase volkstelling van 2001 wonen er 11.339 mensen in Iltifatganj Bazar, waarvan 52% mannelijk en 48% vrouwelijk is. De plaats heeft een alfabetiseringsgraad van 55%. 